# 覆面の下宿人
「覆面の下宿人」（ふくめんのげしゅくにん、The Adventure of the Veiled Lodger）は、イギリスの小説家、アーサー・コナン・ドイルによる短編小説。シャーロック・ホームズシリーズの一つで、56ある短編小説のうち55番目に発表された作品である。イギリスの「ストランド・マガジン」1927年2月号、アメリカの「リバティ」1927年1月22日号に発表。同年発行の第5短編集『シャーロック・ホームズの事件簿』(The Case-Book of Sherlock Holmes) に収録された。

## あらすじ
1896年の終わり、ホームズはメリロウ夫人から、夫人の家にひきこもっている覆面の下宿人が自殺を考えているらしいことについて相談を受ける。その下宿人はロンダー夫人といい、7年ほど前にサーカスのライオンに団長の夫を殺され、自らも顔を食いちぎられた「アッバス・パルヴァの悲劇」の被害者だった。
アッバス・パルヴァの悲劇は当時もホームズが興味を持っていたが、依頼がなかったため直接携わることがなかった事件である。ロンダー夫人は長い沈黙を破り、事件の真相を語る。